# Olivier Harty de Pierrebourg
Raimond Marie Olivier Harty de Pierrebourg (* 10. Juli 1908 in Vauxbuin, Département Aisne, Picardie; † 22. August 1973 in Paris) war ein französischer Politiker und Compagnon de la Libération.

## Biographie
Olivier de Pierrebourg, der ein direkter Nachkomme des Generals Olivier Harty, Baron de Pierrebourg (1746–1823) war, wurde 1908 in Vauxbuin geboren. Er studierte Geisteswissenschaften und arbeitete ab 1931 als Journalist bei der Nachrichtenagentur Havas. Parallel zu dieser Arbeit übernahm er die Funktion des Sekretärs für den Sozialisten André Philip, der 1936 Abgeordneter von Lyon wurde.
1939, mit Beginn des Zweiten Weltkrieges, wurde Olivier de Pierrebourg zur Kavallerie eingezogen und ein Jahr später zum Fähnrich ernannt. 1940 wurde er demobilisiert, weil er jeden Kontakt mit dem Vichy-Regime ablehnte. Er engagierte sich in der Résistance und half zahlreichen politischen Flüchtlingen. 1941 heiratete er die achtzehnjährige Françoise Cellery d'Allens. Im Mai 1941 nahm er an der Gründung der Amitié chrétienne teil, die unter der Schirmherrschaft von Kardinal Pierre-Marie Gerlier, Pfarrer Marc Boegner und dem Bürgermeister von Lyon, Georges Villiers, stand. Es gelang ihm, zahlreiche Flüchtlinge und politische Persönlichkeiten, unter denen sich auch André Philip befand, in Sicherheit zu bringen. 1942 rettete er mehrere hundert jüdische Kinder vor der Deportation nach Polen. Gleichzeitig arbeitete er für eine der Auskunftsabteilungen der Résistance. Im Jahr 1943 versuchte er Algier zu erreichen, aber er wurde zusammen mit seiner Ehefrau unweit der spanischen Grenze verhaftet. Er wurde ohne seine Frau in das Konzentrationslager Royallieu bei Compiègne gebracht. Von dort aus sollte er nach Deutschland deportiert werden, aber er sprang aus dem fahrenden Zug. Trotz eines gebrochenen Beins schaffte er es, seinen Verfolgern zu entkommen und seine Tätigkeiten im Dienst der Résistance wieder aufzunehmen.
Nach dem Krieg wurde Olivier de Pierrebourg im Jahr 1951 im Département Creuse als Abgeordneter der Nationalversammlung auf Seiten der Republikanischen Partei gewählt.  1956 wurde er in diesem Département, in dem die kommunistische Partei sehr stark war, wiedergewählt. Die kommunistische Partei Frankreichs (PCF) erhielt bei diesen Wahlen, die am 2. Januar 1956 stattfanden, in der Creuse 47 %  der abgegebenen Stimmen. Olivier de Pierrebourg behielt seinen Sitz als Abgeordneter der Creuse bis zu seinem Tod im Jahr 1973.
1958 schloss sich Olivier de Pierrebourg dem Staatspräsidenten Charles de Gaulle an und befürwortete das Verfassungsreferendum, das zu einer neuen Verfassung führte, die den Baustein für die Cinquième République legte. 1971 wurde Olivier de Pierrebourg zum Bürgermeister von Guéret im Limousin gewählt. Eine Straße in dieser Stadt trägt heute seinen Namen. Olivier de Pierrebourg starb am 22. August 1973 in Paris. Die Trauerfeierlichkeiten fanden im kleinen Kreis in der Pariser Pfarrkirche Saint-Sulpice statt.

## Ehrungen
- Kommandeur der Ehrenlegion
- Compagnon de la Libération – décret du 26 septembre 1945
- Croix de guerre 1939–1945
- Médaille de la Résistance mit Rosette
- Médaille des évadés
- Medaille der Gerechten unter den Völkern (Yad Vashem, Israel)